# Тондир

Тондир

Тонди́р (тандир, тендір, тондир, тондір) — піч, вирита в землі, використовується насамперед для випікання тонкого хліба (чурек, лаваш), але також для приготування іншої їжі. Поширена на півночі Індійського субконтиненту, Кавказі та в Середній Азії. Тондир буває конусоподібної або сферичної форми.
Національні назви печі:
- Азербайджан — «тандір»
- Вірменія — «тонір» («тондір», «тондруг»)
- Грузія — «тоне»
- Індія — «тандур»
- Таджикистан — «танур»
- Туркменістан — «тамдир»
- Східний Туркестан — «тонур»
- Узбекистан — «тандір»
- Іспанія, Латинська Америка, південний захід США - «чіменея» (різновид тандира, що походить з арабських та берберських народів)